# Casa Götschlich
La Casa Gotschlich es un monumento histórico localizado en la ciudad de Puerto Varas, Región de Los Lagos, Chile. Su data de construcción se remonta aproximadamente al período comprendido entre 1905 y 1910.
Pertenece al conjunto de monumentos nacionales de Chile desde el año 1992 en virtud del Decreto Supremo 290 del 4 de junio del mismo año; se encuentra en la categoría «Monumentos Históricos».

## Historia

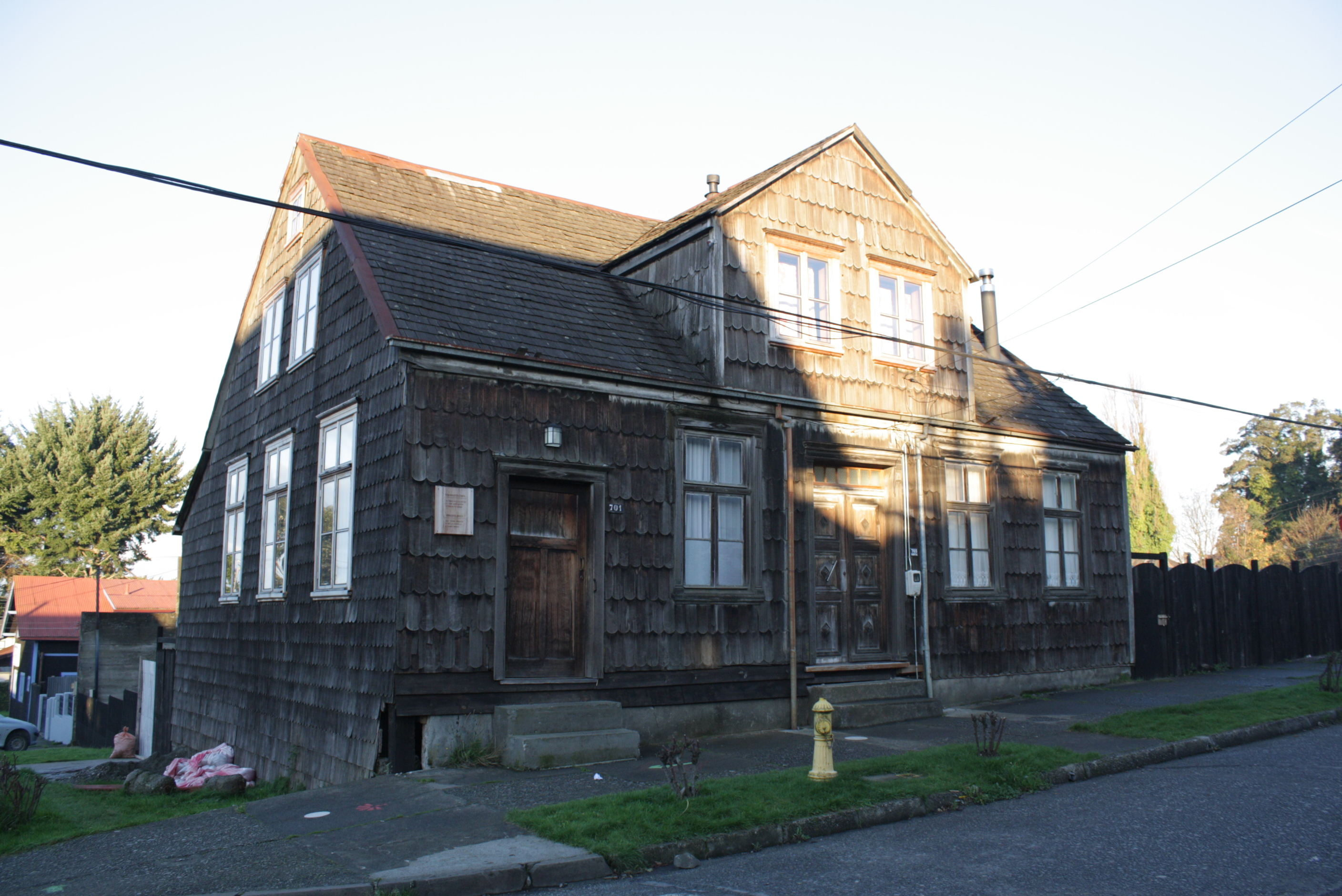
Fachada principal de la Casa Gotschlich.

La construcción al estilo mansión o casona fue encargada inicialmente por la familia Bohle para ser destinada a uso residencial. Junto a las casas Kuschel, Jupner, Maldonado, Yunge y Raddatz, es uno de los «pocos ejemplares todavía existentes en Puerto Varas que corresponden a los primeros inmuebles desarrollados por los colonizadores alemanes, quienes comenzaron a llegar a esta zona aledaña al Lago Llanquihue a mediados del s. XIX».
La construcción se encuentra ubicada en un terreno con una superficie de 329,3 m², mientras que la casona propiamente tal tiene 187,7 m² de superficie. Cuenta con dos pisos, entretecho y subterráneo, mientras que está construida principalmente de madera sobre la base de un sistema contructivo de plataforma o platform frame. La edificación «posee una estructura de entramado de madera, con los muros y cubiertas revestidos con tejuelas del mismos material».
A principios del año 2013, el Fondo Nacional de Desarrollo Cultural y las Artes de Chile aprobó un proyecto destinado a restaurar su fachada.